# شارلوته موئه
شارلوته موئه (آلمانی: Charlotte Mühe; ۲۴ ژانویهٔ ۱۹۱۰ – ۱۰ ژانویهٔ ۱۹۸۱) شناگر اهل آلمان بود.